# Egenolfia neglecta
Egenolfia neglecta là một loài thực vật có mạch trong họ Lomariopsidaceae. Loài này được (Fée) Fée mô tả khoa học đầu tiên năm 1850-52.